# 산티아고갈라파고스쥐
산티아고갈라파고스쥐(Nesoryzomys swarthi)는 비단털쥐과 갈라파고스쌀쥐속에 속하는 설치류이다. 갈라파고스 제도 산티아고 섬에서만 알려져 있다. 자연 서식지는 아열대 또는 열대 기후 지역의 건조 관목 지대이다. 1906년에 마지막으로 발견된 이래 멸종된 것으로 간주되었지만 1997년에 재발견되었다. 더 작은 근연종으로 역시 최근에 페르난디나섬에서 재발견된 페르난디나쌀쥐(Nesoryzomys fernandinae)가 있다.